# Bartholomäus Spranger
Bartholomäus Spranger (Antwerpen, 21. ožujka 1546. – Prag, 27. lipnja 1611.) bio je flamanski slikar, crtač, kipar i grafičar. Radeći u Pragu kao dvorski umjetnik za svetorimskog cara Rudolfa II., odgovorio je na estetske preferencije svog mecene razvijajući inačicu umjetničkog stila poznatog kao sjeverni manirizam.